# Sympycnus dominulus
Sympycnus dominulus är en tvåvingeart som beskrevs av Octave Parent 1932. Sympycnus dominulus ingår i släktet Sympycnus och familjen styltflugor.
Artens utbredningsområde är Peru. Inga underarter finns listade i Catalogue of Life.